# 陈杰 (1924年)
陈杰（1924年7月17日—2005年1月27日），男，四川成都人，中华人民共和国数学家、数学教育家、政治人物，曾任内蒙古大学副校长，内蒙古自治区政协副主席，第六届全国政协委员。